# Высоцкий, Борис Арсеньевич
Борис Арсеньевич Высоцкий (1907—1976) — генерал-лейтенант Советской Армии, участник Великой Отечественной войны.

## Биография

Могила Высоцкого на Лукьяновском военном кладбище Киева.

Борис Высоцкий родился 31 июля 1907 года в городе Опочка (ныне — Псковская область). В октябре 1926 года он был призван на службу в Рабоче-крестьянскую Красную Армию. В 1930 году он окончил Ленинградскую военную артиллерийскую школу, в 1938 году — Военную артиллерийскую академию имени Ф. Э. Дзержинского. Служил на командных должностях в артиллерийских частях Красной Армии.
Начало Великой Отечественной войны Высоцкий встретил в должности старшего помощника начальника 3-го отдела Организационного управления Генерального штаба Рабоче-крестьянской Красной Армии. Первоначально он продолжал служить в аппарате сначала Генштаба, затем Главуправформа. В июле 1942 года Высоцкий был назначен командиром 82-го зенитно-артиллерийского полка, а в июле 1943 года — командиром 50-й зенитно-артиллерийской дивизии, входившей сначала в состав Особой Московской армии ПВО, затем Центрального фронта ПВО. Возглавляемая Высоцким дивизия прикрывала Москву и Центральный промышленный район СССР от авиационных налётов противника.
После окончания войны Высоцкий продолжил службу в Советской Армии. Служил на высоких командных и штабных должностях в противовоздушной обороне СССР. В 1952—1954 годах Высоцкий возглавлял штаб командующего зенитной артиллерией противовоздушной обороны СССР, в 1954—1959 годах командовал зенитной артиллерии Киевской армии противовоздушной обороны. В 1942 году назначен командиром 82 зенитного артиллерийского полка, входящего в состав Московского фронта ПВО. В 1943 году – командир 50 зенитно-артиллерийской дивизии Московской армии ПВО. В 1946 г. назначен начальником штаба артиллерии Северо-Западного, а с 1948 г. Московского округа ПВО.
В 1949 г. в составе группы советников, под руководством генерала Батицкого, полковник Высоцкий Б. А. направлен в Народную Республику Китай. На протяжении 2 лет руководил противовоздушной обороной г. Шанхай, прикрывая вторую столицу КНР от налётов американских самолётов. За выполнение интернационального долга Высоцкий Б. А. был награждён тремя высшими боевыми орденами КНР и специально учреждённым памятным орденом за оборону г. Шанхай. В 1952 году по возвращению из Китая был награждён орденом Боевого Красного Знамени, который вручил Б. А. Высоцкому Председатель Президиума Верховного Совета СССР тов. Шверник. В целом за годы войны и службы в рядах ВС СССР генерал-лейтенант Б. А. Высоцкий был награждён орденом Ленина, 4 орденами Боевого Красного Знамени, орденами Великой Отечественной войны І-й степени, Красной Звезды, 3 орденами КНР и многими другими медалями и орденами.9 мая 1945 года был удостоен чести командовать салютом победы в Москве.
В дальнейшем Б. А. Высоцкий продолжил службу в должности заместителя начальника штаба зенитной артиллерии ПВО страны, а с 1952 г. начальником штаба ПВО страны. В период с 1954 по 1959 гг — командующий зенитной артиллерии ПВО страны. В 1959 году генерал-лейтенант Высоцкий Б. А. назначен заместителем начальника вновь образованного рода войск — ПВО Сухопутных войск. На этой должности проделан огромный объём работы по формированию и боевому слаживанию частей и соединений войск ПВО СВ, развёртыванию учебных центров, полигонов, формированию военных училищ войск ПВО СВ.С ноября 1959 года он служил заместителем начальника войск противовоздушной обороны страны маршала артиллерии Казакова, Научно-техническая революция и создание новых систем вооружения требовало дальнейшей разработки вопросов теории ПВО и совершенствование методов боевой подготовки войск. Главным средством ПВО были призваны стать зенитно-ракетные комплексы, разработанные на базе последних достижений науки и техники. Это требовало изменить и структуру подготовки специалистов.
Для решения этой сложной задачи в 1962 г. начальником КВАИУ им. С. М. Кирова был назначен заместитель начальника войск ПВО СВ генерал-лейтенант артиллерии Высоцкий Б. А. А для превращения училища в ведущий центр подготовки специалистов ПВО СВ из Ленинграда в Киев был передислоцирован факультет зенитной артиллерии Военной артиллерийской командной академии. Укомплектованный опытнейшими преподавателями-офицерами ПВО факультет стал основой создания принципиально нового ВВУЗа, где успешно сочетались обучение и подготовка как командных, так и инженерных кадров нового рода войск. И большая заслуга в становлении КВАИУ как ВВУЗа нового типа принадлежит начальнику училища генерал-лейтенанту артиллерии Борису Арсеньевичу Высоцкому. В 1969 году Б. А. Высоцкий, выходя в отставку, оставил после себя слаженный, один из лучших в ВС СССР коллектив училища.
В марте 1969 года Высоцкий был уволен в запас. Проживал в Киеве. Умер 8 июня 1976 года, похоронен на Лукьяновском военном кладбище Киева.
Был награждён орденом Ленина, четырьмя орденами Красного Знамени, орденами Отечественной войны 1-й степени и Красной Звезды, орденами КНДР, рядом других медалей братских стран.